# Passage Lhomme
Le passage Lhomme est une voie située dans le 11e arrondissement de Paris, en France.

## Situation et accès
Le passage Lhomme est situé dans le quartier du faubourg Saint-Antoine, à proximité de la place de la Bastille. Il relie la  rue de Charonne à l'avenue Ledru-Rollin (par l'intermédiaire du passage Josset pour cette dernière).

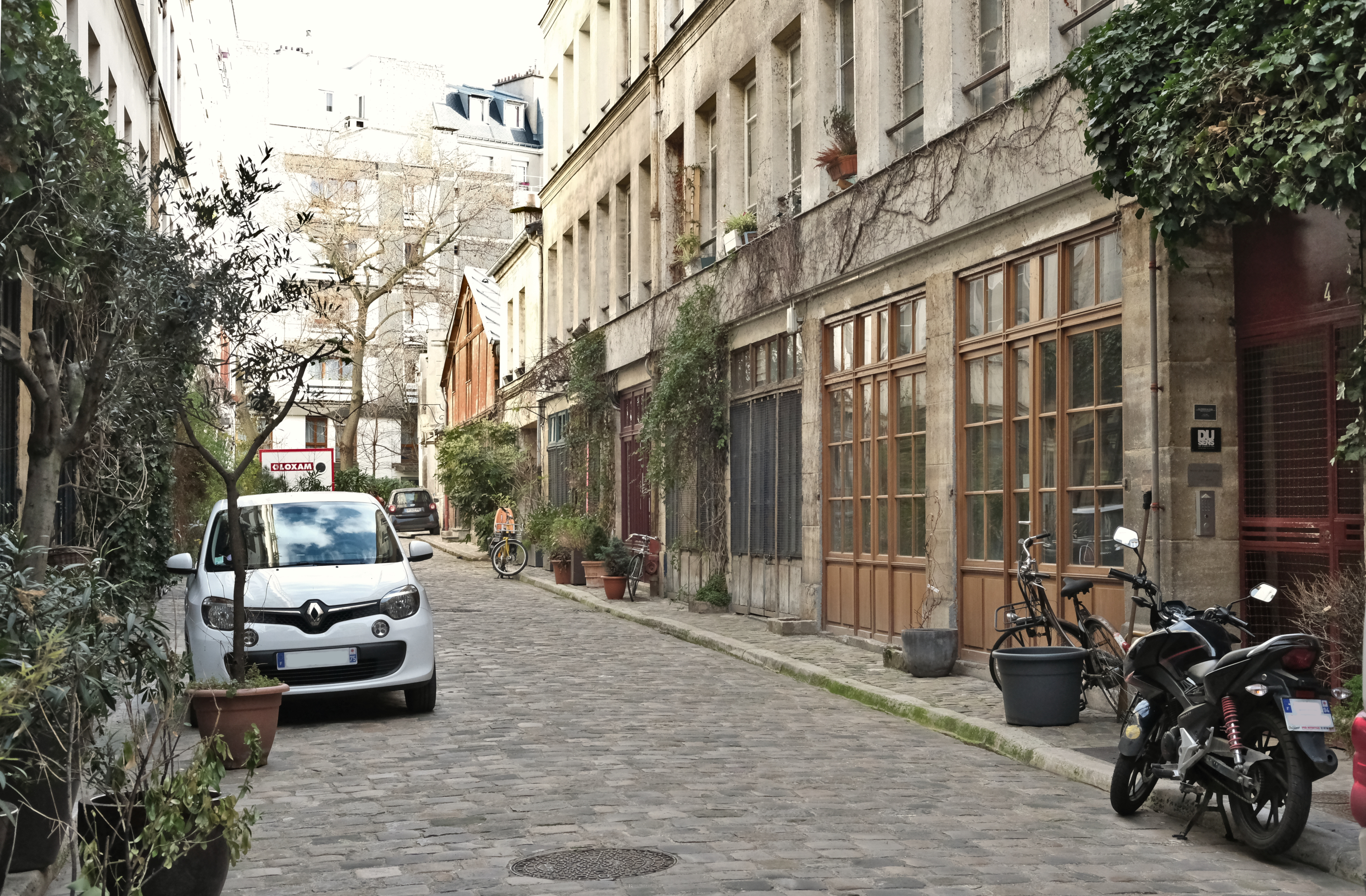
Allée principale.
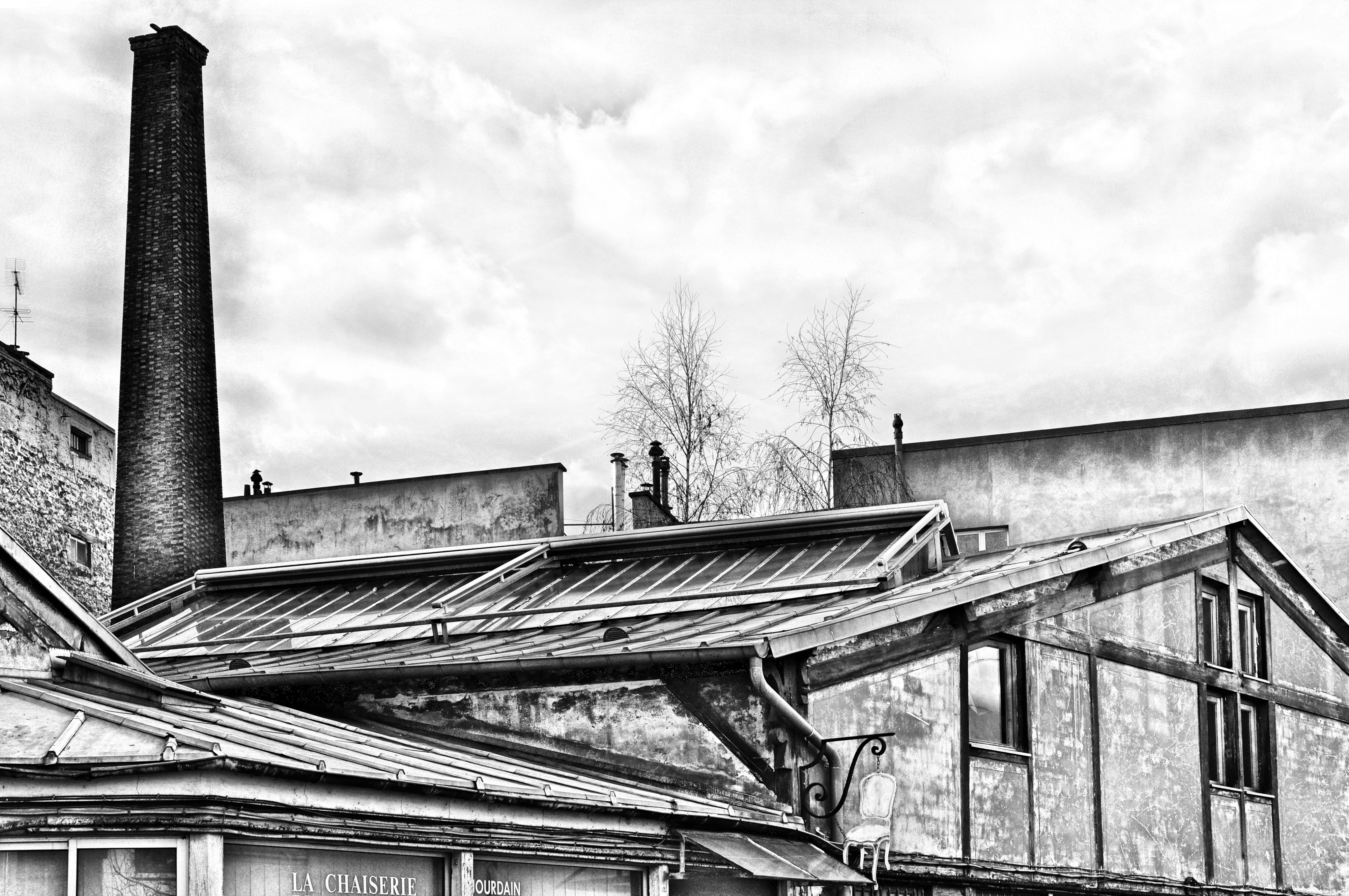
Les toits.
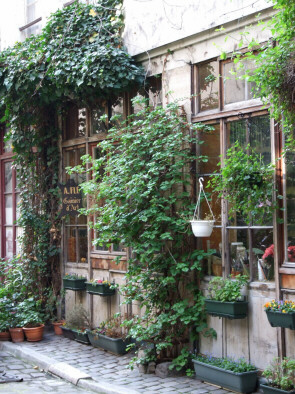
Devanture de magasin sur la cour du faubourg Saint-Antoine, dans le passage Lhomme.
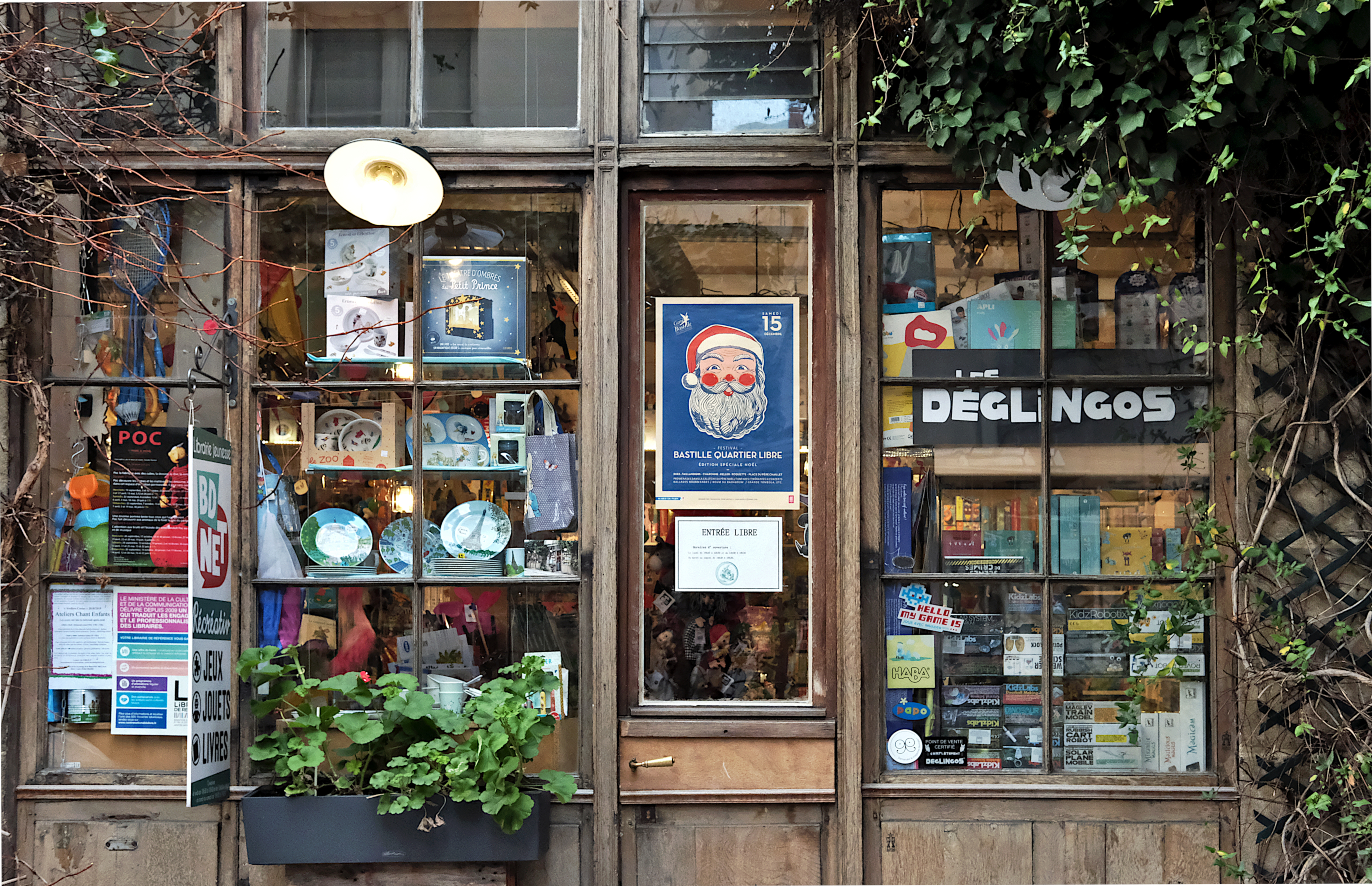
Boutique.
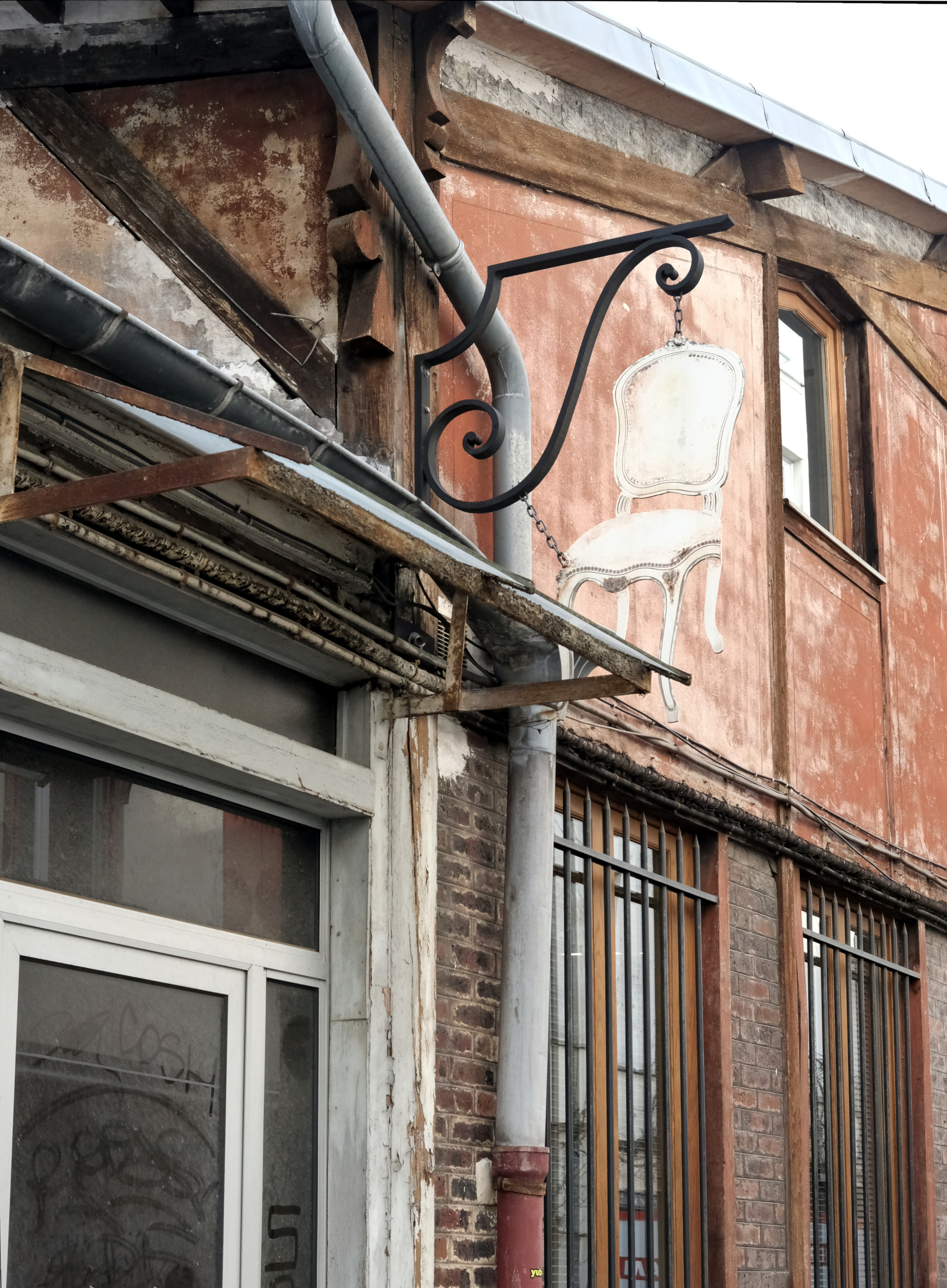
Enseigne.

## Origine du nom
Le nom du passage fait référence à celui du propriétaire du terrain sur lequel il a été construit.

## Historique
Ce passage est ouvert sous sa dénomination actuelle en 1852.